# Kapten Krok
Kapten James Krok (engelska Captain Hook) är en fiktiv figur från J.M. Barries Peter Pan från 1904. Krok är en pirat och Peter Pans fiende. Han ska ha varit den ende som Long John Silver någonsin fruktade. Han har en järnkrok istället för sin högerhand, vilken Peter Pan en gång högg av och som sedan blev uppäten av en krokodil. Krokodilen gillade smaken av Krok så mycket att den nu följer efter honom, i hopp om ännu en munsbit.
En av de mest kända filmer där Krok figurerar är Disneys tecknade film Peter Pan från 1953, men det har gjorts många andra filmer där han medverkar. 
I filmen Hook (1991) spelas Kapten Krok av Dustin Hoffman, detta är en mycket klassisk tolkning av en klassisk piratkapten. Dock verkar denna kapten Krok ha någon form av manodepressivitet. 
År 2003 gjordes en ny spelfilm av Peter Pan där Jason Isaacs gjorde rollen som kapten Krok. Även i denna version framställs kapten Krok som en klassisk piratkapten. Denna version tar vara på traditionen att samma skådespelare spelar både kapten Krok och mr Darling.
2011 sändes serien Neverland på en utländsk streamingtjänst som är en bakgrundshistoria till hur Peter blev Peter Pan. I denna version är Peter och De Förlorade Pojkarna en ungdomsliga i London och början påminner mycket om Oliver Twist, ligan leds av Jimmy Hook spelad av Rhys Ifans. En kväll när de gör ett inbrott råkar de aktivera en sfärboll som tar dem till ett fantasiland, Neverland, där de tappar bort varandra. Peter och de förlorade pojkarna hittar till en indianstam medan Jimmy hamnar hos ett piratband. Under handlingens gång blir Jimmy mer och mer pirat när han förälskar sig i piratdrottningen medan han slits mellan henne och vänskapen till Peter och pojkarna. Detta ger kapten Krok en helt ny karaktär och han visas mer dubbelbottnad än någonsin.
2015 hade filmen Pan (film, 2015) premiär som också är en prequel-film om hur Peter blir Peter Pan. I denna version lever Hook redan i Neverland när Peter kommer dit, men är långt ifrån den pirat han vanligtvis är. Istället är han en bifigur som blir Peters vän och hjälper honom att komma undan ett annat piratgäng som här leds av en figur som adapterats från den verklige piraten Svartskägg. James Hook spelas här av Garrett Hedlund.